# Préfabrication
La préfabrication est une technique de construction qui consiste à fabriquer à l'écart de l'ouvrage les éléments constitutifs, puis à les assembler sur le site de l'ouvrage pour le former. Ceci s'applique généralement à des éléments répétitifs et, ou complexes, comme des maisons ou des immeubles (HLM notamment).
La préfabrication « ouverte » est la fabrication d'éléments standards devant s'assembler à d'autres. La préfabrication « fermée » est la fabrication des sous-ensembles les uns en fonction des autres pour faire le bâtiment dans sa totalité. Cette préfabrication peut avoir lieu en usine ou dans un chantier externe, ou même à côté de l'emplacement d'assemblage final, sur le site même de la construction.
Ce terme s'applique généralement au domaine de la construction ; on parle alors d'« élément préfabriqué » et, lorsque ce sont des composantes de machine qui sont préfabriquées, on parle souvent de « sous-assemblages ».

## Historique
Même si l'on trouve l'idée de préfabrication dans l'Antiquité grecque avec les frontons à colonnes, « préfabriqués » coûteusement par du personnel très qualifié dans les carrières, on peut dire qu'elle a pris sa réalité économique moderne et son essor en même temps que l'industrialisation, par la prise de conscience du potentiel de gain économique se trouvant dans l'organisation des chantiers, la modélisation de l'habitat et des bâtiments publics et de la vitesse de croissance des villes pour l'Europe. Cela succède à la première industrialisation de la construction d'un bâtiment par Joseph Paxton pour le Crystal Palace à Londres en 1851.

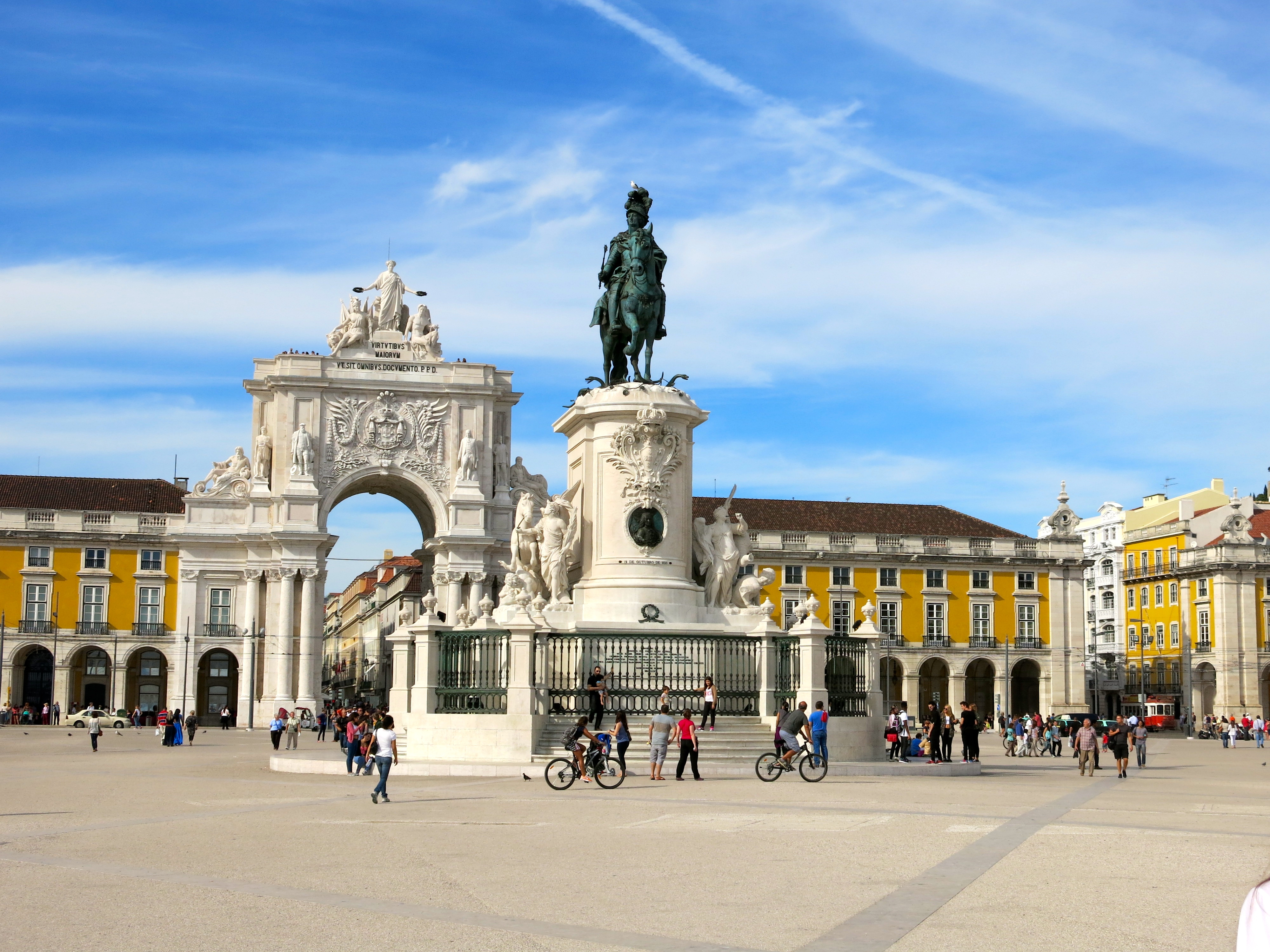
Praça do Comércio à Lisbonne, Portugal.

La construction urbaine moderne suivant un plan de développement à quadrillage grande échelle — déjà connu avec l'urbs de Rome — a eu lieu à Lisbonne au Portugal, à la suite du tremblement de terre du 1er novembre 1755 qui a presque totalement détruit la ville et des procédés mécaniques de fabrication plus rapide d'éléments ont fait partie de l'« industrialisation » ingénieuse,,, préfigurant la préfabrication.
Dans l'ensemble des pays développés, à partir de la brique standardisée déjà utilisée appareillée traditionnellement, la préfabrication « ouverte » est mise en place au tournant des XIXe – XXe siècle. Elle utilise la brique alvéolaire et la structure béton coulé en place. Les poutrelles à profil standard préfabriquées aussi bien en béton armé qu'en métal sont largement utilisées.
Parmi les différents aspects d'industrialisation — qui vont de la mécanisation à l’organisation rationnelle du chantier — la préfabrication en béton se développe avec la Seconde Guerre mondiale. Ce n'est plus seulement un moyen de construire plus efficacement, mais c'est un des principes générateurs préconçu avant-guerre du projet d’architecture occidental lequel est « adopté » dans des pays en développement. Conçus et réalisés pour être assemblés avec un maximum de rendement sur le chantier par une main-d’œuvre moins qualifiée et peu nombreuse, la plupart de ces procédés obéissent à des règles strictes de mise en œuvre. Le chantier se réduit exclusivement à un lieu de montage.
En France, la préfabrication va tout d'abord se développer dans le contexte de pénurie générale de la Libération. Dans un second temps, l'opération des « 4 000 logements de la région parisienne » en 1953 inaugure la généralisation de la préfabrication pour la construction des grands ensembles de logements en France.

## Choix de la préfabrication
En organisant un transfert de production du chantier à l’atelier ou à l’usine, elle garantit ainsi l’efficience qualitative (qualités physiques et d’aspect) et économique (économie de temps, de main-d’œuvre, de matériaux et d’énergie) de l’objet préfabriqué qui, bien que parfois réalisé avec des moyens modestes (banches, etc.), est généralement plus élaboré et performant.
Une solution passe par la production en usine dans des conditions optimales de « grands éléments complexes », c’est-à-dire réunissant dès l'amont du processus de fabrication l’ensemble des corps d’état principaux et secondaires intervenant habituellement sur le chantier.
Le choix de l'emploi de la préfabrication est guidé par une comparaison essentiellement économique avec la construction sur place.
Une analyse comparative doit être faite pour engager ce choix en intégrant au moins les éléments suivant :
- Coût :
  - Amortissement de l'outil de production ;
  - Coût de l'acheminement des matières premières ;
  - Rendement de la main d'œuvre de fabrication et d'assemblage ;
  - Coût des éléments ou pièces d'assemblage ;
  - Coût du transport des éléments préfabriqués;
  - Surface ou hangar de préfabrication et zone de stockage ainsi que le conditionnement.
- Délai :
  - Gain lié à la possibilité de préparer les éléments en amont et de les assembler par la suite ;
  - Temps d'assemblage des éléments préfabriqués ;
  - Possibilité de s'affranchir des aléas climatiques (préfabrication en hangars).
- Qualité :
  - Précision dans la construction des éléments préfabriqués (qualité géométrique) ;
  - Pérennité de l'élément préfabriqué (qualité de fabrication) ;
  - Qualité de l'élément d'assemblage.
- Sécurité :
  - Réduction du temps d'exposition des ouvriers aux conditions dangereuses ;
  - Faisabilité de l'assemblage (parfois trop acrobatique).
- Environnement :
  - Consommation de carburants ;
  - Pertes, chutes de matières premières.

Le critère « délai » est par exemple mis en avant par le groupe Eiffage lorsque celui-ci montre la construction d'un bâtiment « clé en main » de trois niveaux en seulement 24 heures, en juillet 2015.

## Perspectives futures
D'une manière générale, la préfabrication conceptualisée par l'« architecture progressiste » des XIXe et XXe siècles tend vers la construction modulaire, à l'opposé de l'« architecture culturaliste », ces nouvelles techniques font partie de la construction hors-site.